# کاترینا مک‌کلین
کاترینا مک‌کلین (انگلیسی: Katrina McClain؛ زادهٔ ۱۹ سپتامبر ۱۹۶۵) بازیکن بسکتبال اهل ایالات متحده آمریکا بود.